# لاکوتا

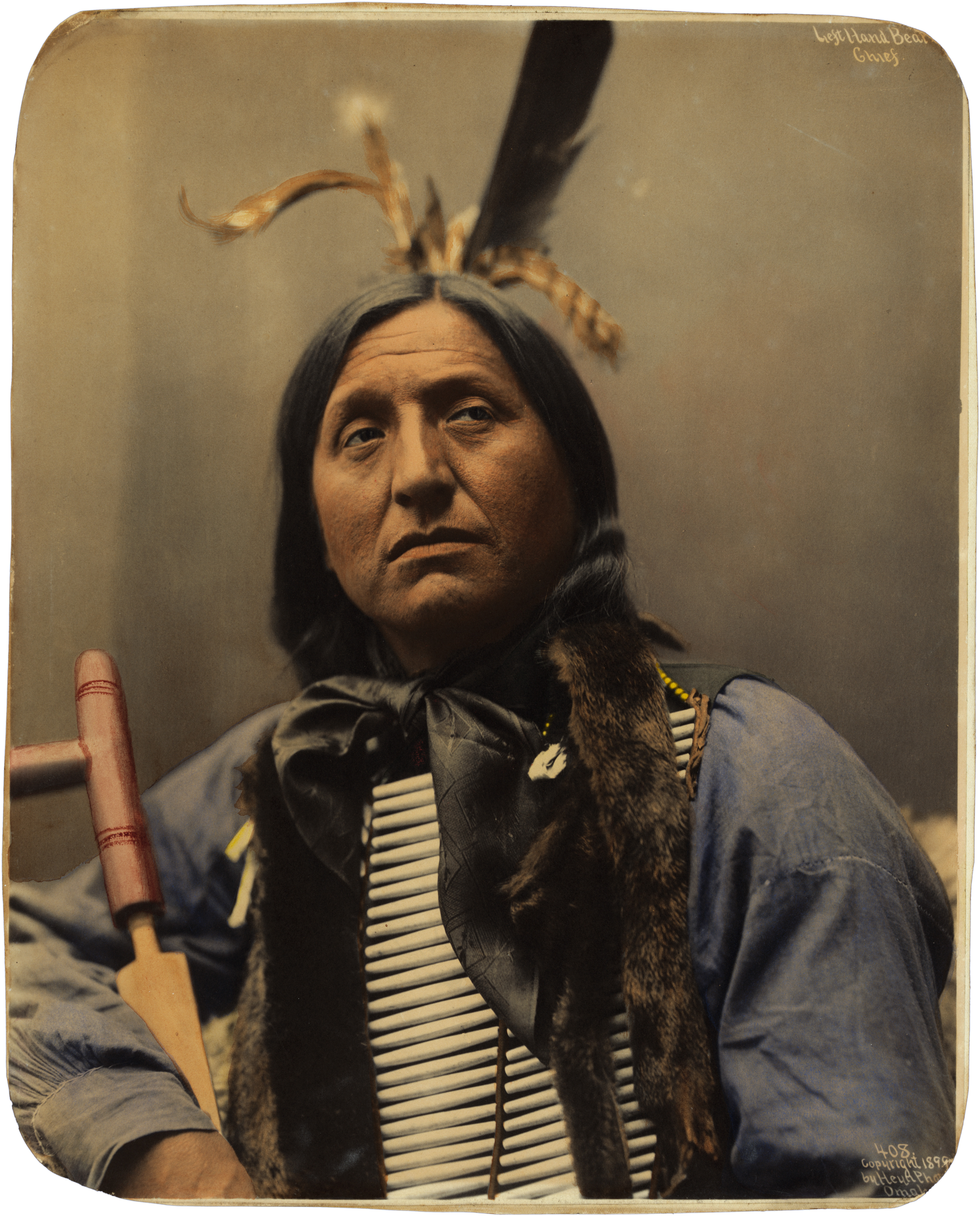
تصویری از خرس چپ دست، رئیس قبیله لاکوتا، در سال ۱۸۹۸

لاکوتا یا لاخوتا (به انگلیسی: Lakota) نام یکی از قبیله‌های سرخ‌پوست آمریکا است. آنان یکی از ۷ قبیلهٔ سو هستند.
این مردم پس از ورود اروپائیان، از مناطق دریاچه‌های بزرگ مجبور به کوچ بطرف غرب شدند. لاکوتا فرهنگ و زبان مخصوص خود را دارند.
از مشاهیر این مردم می‌توان ابر سرخ، اسب دیوانه، و گاو نشسته را نام برد. از اماکن مقدس این بومیان، برج شیطان (کلبه خرس) را می‌توان نام برد.